# Eschengraben
Der Eschengraben war ein Wasserlauf im Ortsteil Pankow des gleichnamigen Berliner Bezirks Pankow. Er mündete in die Panke, einen Nebenfluss der Spree. Den Namen erhielt er von der Esche.

## Verlauf
„E s c h e n g r a b e n, tritt zwischen dem Luisenbade und Schönholz aus der Panke, durchschneidet beim Chausseehause die Schönhauser Allee, und verliert sich bei der nach Franz. Buchholz führenden Chaussee, da wo der Weg nach Heinersdorf abgeht, ins Feld.“

Der Verlauf lässt sich auf Karten vor 1900 noch feststellen. Die Quelle befand sich nahe der Thulestraße etwa im Gebiet der heutigen Baustoffhandlung. Nach 100 Metern nordwärts folgt ein rechtwinkliger Knick nach Westen etwas südlicher als die heutige Hallandstraße, also nicht deckungsgleich mit dem heutigen Straßenzug Am Eschengraben. Die Berliner Straße wird 70 Meter südlich der Esplanade in südwestlicher Richtung durchflossen. In der anschließenden Kleingartenanlage Bornholm II sind noch Reste des Eschengrabens erkennbar. In einer Entfernung von 750 Metern von der Berliner Straße wird die Esplanade nach Nordwesten gekreuzt. Anschließend kreuzt der Eschengraben die Strecken der Stettiner Bahn und der Berliner Nordbahn im südlichen Teil des Feuchten Winkels. Der Begräbnisplatz der Sophiengemeinde und der Elisabethgemeinde wird vom Fließ nördlich begrenzt. Im Straßenzug der heutigen Gottschalkstraße verlaufend mündete der Eschengraben in die Panke.

## Geschichte

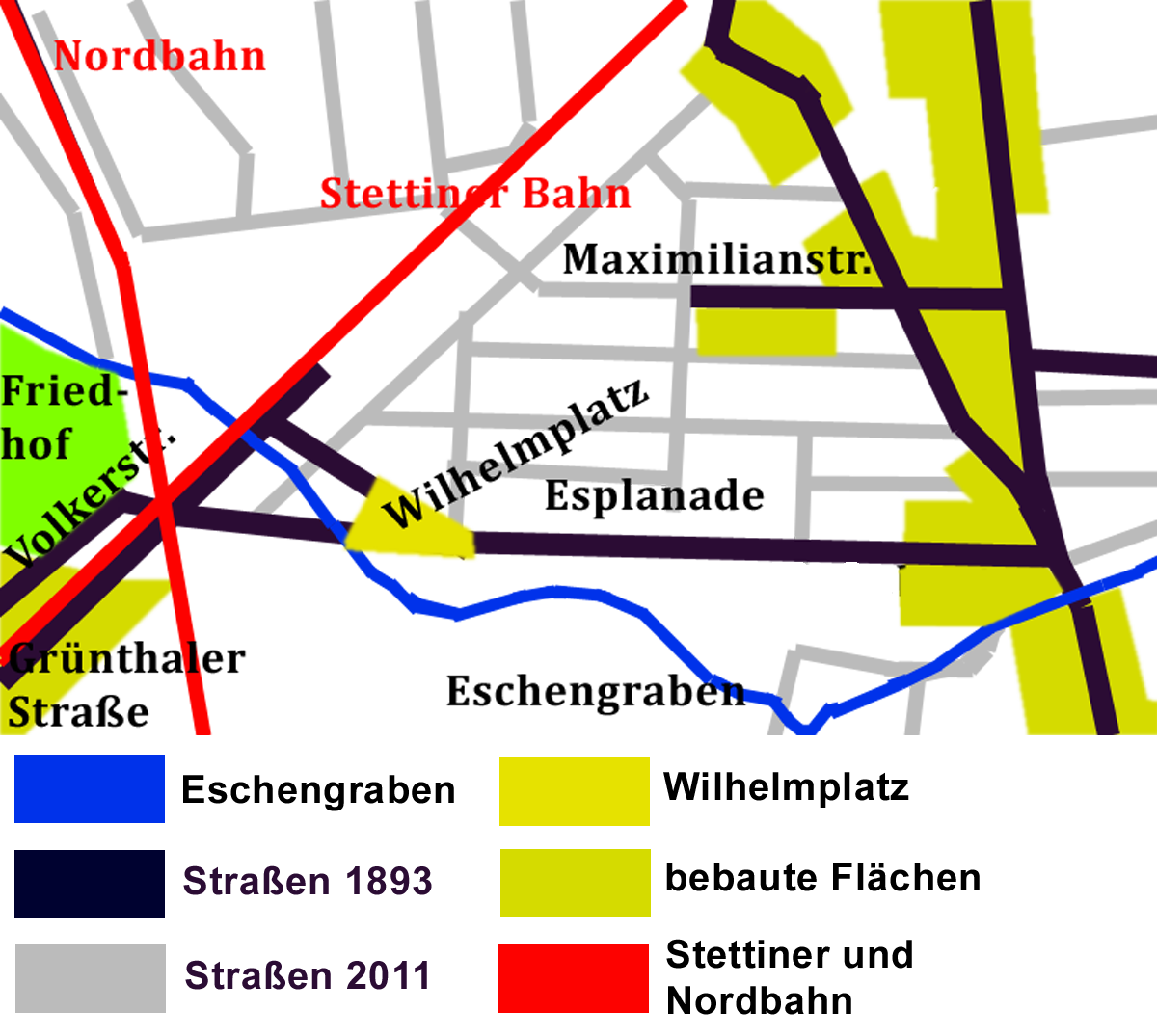
Lage des Eschengrabens südlich der Esplanade um 1890

Nach der Separation 1822 gehörte das Land zwischen dem Eschengraben und dem kleinen See Pankpfuhl (heutiger Arnimplatz) zur Griebenow’schen Schäferei des Großgrundbesitzers Christian Wilhelm Griebenow.
Bis zum Ende des 19. Jahrhunderts durchfloss der Eschengraben noch eine naturbelassene Landschaft.
Der Eschengraben bildete Ende des 19. Jahrhunderts seinerseits die Weichbildgrenze (also Ortsgrenze) von Berlin. Das Gebiet zwischen der Landgemeinde Pankow und Berlin wurde vor dem Beginn des Ersten Weltkrieges für Wohnbauten erschlossen. Dabei wurde der Lauf des Eschengrabens bis auf einen Restlauf in der heutigen Kolonie südlich der Esplanade beseitigt. Ein Teil seines Lauf ist nur noch durch den gleichnamigen Straßenzug markiert. Die Mündung des Eschengrabens in die Panke befand sich einst in Höhe des heutigen Pankebeckens weiter nördlich vom Friedhof III der Französischen Gemeinde, westlich von Wollank- und Gottschalkstraße. Das Fließ bezog ursprünglich auch Wasser aus dem Gebiet westlich des Weißen Sees.
Bei der Erschließung des Geländes als Wohngebiet wurde am 26. November 1925 in der Nähe eine Straße nach ihm benannt. Sie verläuft von der Berliner Straße bis zur Elsa-Brändström-Straße. Der Architekt Erwin Anton Gutkind errichtete hier im Auftrag der „Deutsche-Gartenstadt-Gesellschaft“ von 1925 bis 1927 die denkmalgeschützte Wohnanlage „Am Eschengraben“. Dieses Ensemble wurde nach den Prinzipien des Neuen Bauens errichtet und besitzt Denkmalcharakter.
An der Straße befinden sich die Schulgebäude der heutigen 5. und 6. Grundschule Pankow sowie die Anlagen der ehemaligen Weißbierbrauerei Willner, beide Objekte stehen unter Denkmalschutz.